# Boechera depauperata
Boechera depauperata là một loài thực vật có hoa trong họ Cải. Loài này được (A.Nelson & P.B.Kenn.) Windham & Al-Shehbaz mô tả khoa học đầu tiên năm 2007.